# جيلبرت بوغنول
جيلبرت بوغنول (1866 – 20 أكتوبر 1947) هو مبارز بالسيف فرنسي راحل، مثّل بلاده في الألعاب الأولمبية الصيفية 1900.

## روابط رياضية
جيلبرت بوغنول على موقع أوليمبيديا (الإنجليزية)